# Gedrósia

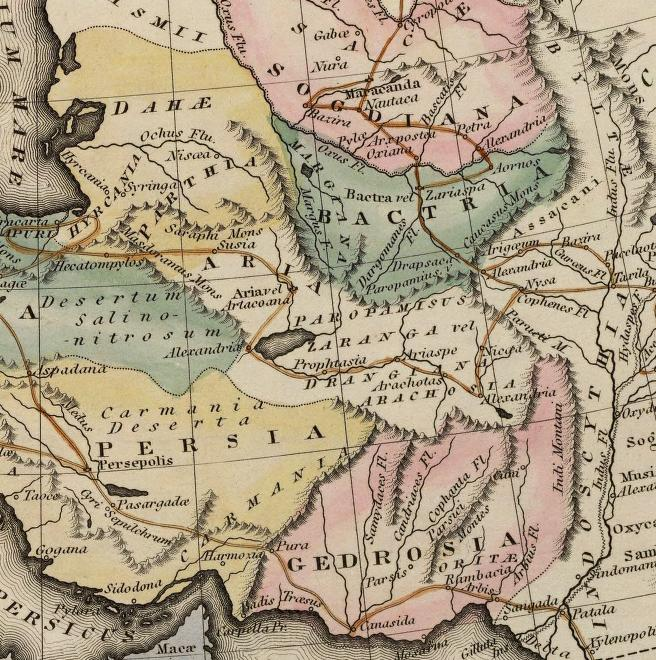
Rota de Alexandre, o Grande através de Gedrósia

Mapa do trajecto de Alexandre, o Grande

Gedrósia (em grego:  Γεδρωσία) é o antigo nome da área que corresponde hoje ao Baluchistão.
Em 325 a.C., Alexandre, o Grande atravessou esta região no caminho de regresso a Babilónia, após a campanha no leste. Alguns historiadores dizem que ele perdeu três quartos de seu exército devido às duras condições do deserto ao longo do caminho.